# Collegio di Swansea East
Swansea East è stato un collegio elettorale gallese rappresentato alla camera dei Comuni del parlamento del Regno Unito. Eleggeva un membro del parlamento con il sistema maggioritario a turno unico; il collegio è stato abolito in occasione della revisione periodica del 2024.

## Estensione
Il collegio, dal 1983 al 2024, comprendeva i ward elettorali di Bonymaen, Cwmbwrla, Landore, Llansamlet, Morriston, Mynydd-Bach, Penderry e St.Thomas. È stato un seggio laburista dal 1922.
- 1918-1949: i ward del County Borough di Swansea di East, Landore, Morriston e St John's.
- 1950-1955: i ward del County Borough di Swansea di Alexandra, Castle, Clase, Kilvey, Landore, Llansamlet, Morriston, Penderry, St John's e St Thomas.
- 1955-1983: i ward del County Borough di Swansea di Castle, Landore, Llansamlet, Morriston, Penderry, St John's e St Thomas.[1]

## Membri del parlamento
| Elezione | Elezione        | Deputato         | Partito             |
| -------- | --------------- | ---------------- | ------------------- |
|          | 1918            | Thomas Williams  | Coalizione Liberale |
| 1919 (S) | David Matthews  |                  | Coalizione Liberale |
|          | 1922            | David Williams   | Laburista           |
| 1940 (S) | David Mort      |                  | Laburista           |
| 1963 (S) | Neil McBride    |                  | Laburista           |
| Ott 1974 | Donald Anderson |                  | Laburista           |
| 2005     | Siân James      |                  | Laburista           |
| 2015     | Carolyn Harris  |                  | Laburista           |
|          | 2024            | Collegio abolito | Collegio abolito    |

## Elezioni

### Elezioni negli anni 2010
| Partito                    | Partito                                | Candidato                  | Risultati 12 dicembre 2019 | Risultati 12 dicembre 2019 |
| Partito                    | Partito                                | Candidato                  | Voti                       | %                          |
| -------------------------- | -------------------------------------- | -------------------------- | -------------------------- | -------------------------- |
|                            | Laburista                              | Carolyn Harris             | 17 405                     | 51,83                      |
|                            | Conservatore                           | Denise Howard              | 9 435                      | 28,10                      |
|                            | Brexit                                 | Tony Willicombe            | 2 842                      | 8,46                       |
|                            | Plaid Cymru                            | Geraint Havard             | 1 905                      | 5,67                       |
|                            | Lib Dem                                | Chloe Hutchinson           | 1 409                      | 4,20                       |
|                            | Verdi                                  | Chris Evans                | 583                        | 1,74                       |
|                            |                                        |                            |                            |                            |
| Iscritti                   | Iscritti                               | Iscritti                   | 58 450                     | 100,00                     |
| ↳ Votanti (% su iscritti)  | ↳ Votanti (% su iscritti)              | ↳ Votanti (% su iscritti)  | 33 579                     | 57,45                      |
| ↳ Astenuti (% su iscritti) | ↳ Astenuti (% su iscritti)             | ↳ Astenuti (% su iscritti) | 24 871                     | 42,55                      |
|                            |                                        |                            |                            |                            |
|                            | Esito: collegio confermato a Laburista |                            |                            |                            |

| Partito                    | Partito                                | Candidato                  | Risultati 8 giugno 2017 | Risultati 8 giugno 2017 |
| Partito                    | Partito                                | Candidato                  | Voti                    | %                       |
| -------------------------- | -------------------------------------- | -------------------------- | ----------------------- | ----------------------- |
|                            | Laburista                              | Carolyn Harris             | 22 307                  | 63,45                   |
|                            | Conservatore                           | Dan Boucher                | 9 139                   | 25,99                   |
|                            | Plaid Cymru                            | Steffan Phillips           | 1 689                   | 4,80                    |
|                            | UKIP                                   | Clifford Johnson           | 1 040                   | 2,96                    |
|                            | Lib Dem                                | Charley Hasted             | 625                     | 1,78                    |
|                            | Verdi                                  | Chris Evans                | 359                     | 1,02                    |
|                            |                                        |                            |                         |                         |
| Iscritti                   | Iscritti                               | Iscritti                   | 58 500                  | 100,00                  |
| ↳ Votanti (% su iscritti)  | ↳ Votanti (% su iscritti)              | ↳ Votanti (% su iscritti)  | 35 159                  | 60,10                   |
| ↳ Astenuti (% su iscritti) | ↳ Astenuti (% su iscritti)             | ↳ Astenuti (% su iscritti) | 23 341                  | 39,90                   |
|                            |                                        |                            |                         |                         |
|                            | Esito: collegio confermato a Laburista |                            |                         |                         |

| Partito                    | Partito                                | Candidato                  | Risultati 7 maggio 2015 | Risultati 7 maggio 2015 |
| Partito                    | Partito                                | Candidato                  | Voti                    | %                       |
| -------------------------- | -------------------------------------- | -------------------------- | ----------------------- | ----------------------- |
|                            | Laburista                              | Carolyn Harris             | 17 807                  | 52,97                   |
|                            | UKIP                                   | Clifford Johnson           | 5 779                   | 17,19                   |
|                            | Conservatore                           | Altaf Hussain              | 5 142                   | 15,30                   |
|                            | Plaid Cymru                            | Dic Jones                  | 3 498                   | 10,41                   |
|                            | Lib Dem                                | Amina Jamal                | 1 392                   | 4,14                    |
|                            |                                        |                            |                         |                         |
| Iscritti                   | Iscritti                               | Iscritti                   | 57 962                  | 100,00                  |
| ↳ Votanti (% su iscritti)  | ↳ Votanti (% su iscritti)              | ↳ Votanti (% su iscritti)  | 33 618                  | 58,00                   |
| ↳ Astenuti (% su iscritti) | ↳ Astenuti (% su iscritti)             | ↳ Astenuti (% su iscritti) | 24 344                  | 42,00                   |
|                            |                                        |                            |                         |                         |
|                            | Esito: collegio confermato a Laburista |                            |                         |                         |

| Partito                    | Partito                                | Candidato                  | Risultati 6 maggio 2010 | Risultati 6 maggio 2010 |
| Partito                    | Partito                                | Candidato                  | Voti                    | %                       |
| -------------------------- | -------------------------------------- | -------------------------- | ----------------------- | ----------------------- |
|                            | Laburista                              | Siân James                 | 16 819                  | 51,47                   |
|                            | Lib Dem                                | Robert Speht               | 5 981                   | 18,30                   |
|                            | Conservatore                           | Christian Holliday         | 4 823                   | 14,76                   |
|                            | Plaid Cymru                            | Dic Jones                  | 2 181                   | 6,67                    |
|                            | BNP                                    | Clive Bennett              | 1 715                   | 5,25                    |
|                            | UKIP                                   | David Rogers               | 839                     | 2,57                    |
|                            | Verdi                                  | Tony Young                 | 318                     | 0,97                    |
|                            |                                        |                            |                         |                         |
| Iscritti                   | Iscritti                               | Iscritti                   | 59 846                  | 100,00                  |
| ↳ Votanti (% su iscritti)  | ↳ Votanti (% su iscritti)              | ↳ Votanti (% su iscritti)  | 32 676                  | 54,60                   |
| ↳ Astenuti (% su iscritti) | ↳ Astenuti (% su iscritti)             | ↳ Astenuti (% su iscritti) | 27 170                  | 45,40                   |
|                            |                                        |                            |                         |                         |
|                            | Esito: collegio confermato a Laburista |                            |                         |                         |

### Elezioni negli anni 2000
| Partito                    | Partito                                | Candidato                  | Risultati 5 maggio 2005 | Risultati 5 maggio 2005 |
| Partito                    | Partito                                | Candidato                  | Voti                    | %                       |
| -------------------------- | -------------------------------------- | -------------------------- | ----------------------- | ----------------------- |
|                            | Laburista                              | Siân James                 | 17 457                  | 56,62                   |
|                            | Lib Dem                                | Robert Speht               | 6 208                   | 20,13                   |
|                            | Conservatore                           | Ellenor Bland              | 3 103                   | 10,06                   |
|                            | Plaid Cymru                            | Carolyn Couch              | 2 129                   | 6,90                    |
|                            | BNP                                    | Kevin Holloway             | 770                     | 2,50                    |
|                            | UKIP                                   | Tim Jenkins                | 674                     | 2,19                    |
|                            | Verdi                                  | Tony Young                 | 493                     | 1,60                    |
|                            |                                        |                            |                         |                         |
| Iscritti                   | Iscritti                               | Iscritti                   | 58 843                  | 100,00                  |
| ↳ Votanti (% su iscritti)  | ↳ Votanti (% su iscritti)              | ↳ Votanti (% su iscritti)  | 30 834                  | 52,40                   |
| ↳ Astenuti (% su iscritti) | ↳ Astenuti (% su iscritti)             | ↳ Astenuti (% su iscritti) | 28 009                  | 47,60                   |
|                            |                                        |                            |                         |                         |
|                            | Esito: collegio confermato a Laburista |                            |                         |                         |

| Partito                    | Partito                                | Candidato                  | Risultati 7 giugno 2001 | Risultati 7 giugno 2001 |
| Partito                    | Partito                                | Candidato                  | Voti                    | %                       |
| -------------------------- | -------------------------------------- | -------------------------- | ----------------------- | ----------------------- |
|                            | Laburista                              | Donald Anderson            | 19 612                  | 65,22                   |
|                            | Plaid Cymru                            | John Ball                  | 3 464                   | 11,52                   |
|                            | Lib Dem                                | Robert Speht               | 3 064                   | 10,19                   |
|                            | Conservatore                           | Paul Morris                | 3 026                   | 10,06                   |
|                            | Verdi                                  | Tony Young                 | 463                     | 1,54                    |
|                            | UKIP                                   | Tim Jenkins                | 443                     | 1,47                    |
|                            |                                        |                            |                         |                         |
| Iscritti                   | Iscritti                               | Iscritti                   | 57 499                  | 100,00                  |
| ↳ Votanti (% su iscritti)  | ↳ Votanti (% su iscritti)              | ↳ Votanti (% su iscritti)  | 30 072                  | 52,30                   |
| ↳ Astenuti (% su iscritti) | ↳ Astenuti (% su iscritti)             | ↳ Astenuti (% su iscritti) | 27 427                  | 47,70                   |
|                            |                                        |                            |                         |                         |
|                            | Esito: collegio confermato a Laburista |                            |                         |                         |

## Risultati dei referendum

### Referendum sulla permanenza del Regno Unito nell'Unione europea del 2016
|             | Collegio     | Lasciare UE % | Rimanere in UE % |
| ----------- | ------------ | ------------- | ---------------- |
|             | Swansea East | 62,0%         | 38,0%            |
| Galles      | 52,5%        | 47,5%         |                  |
| Regno Unito | 51,9%        | 48,1%         |                  |